# Two Oceans Marathon

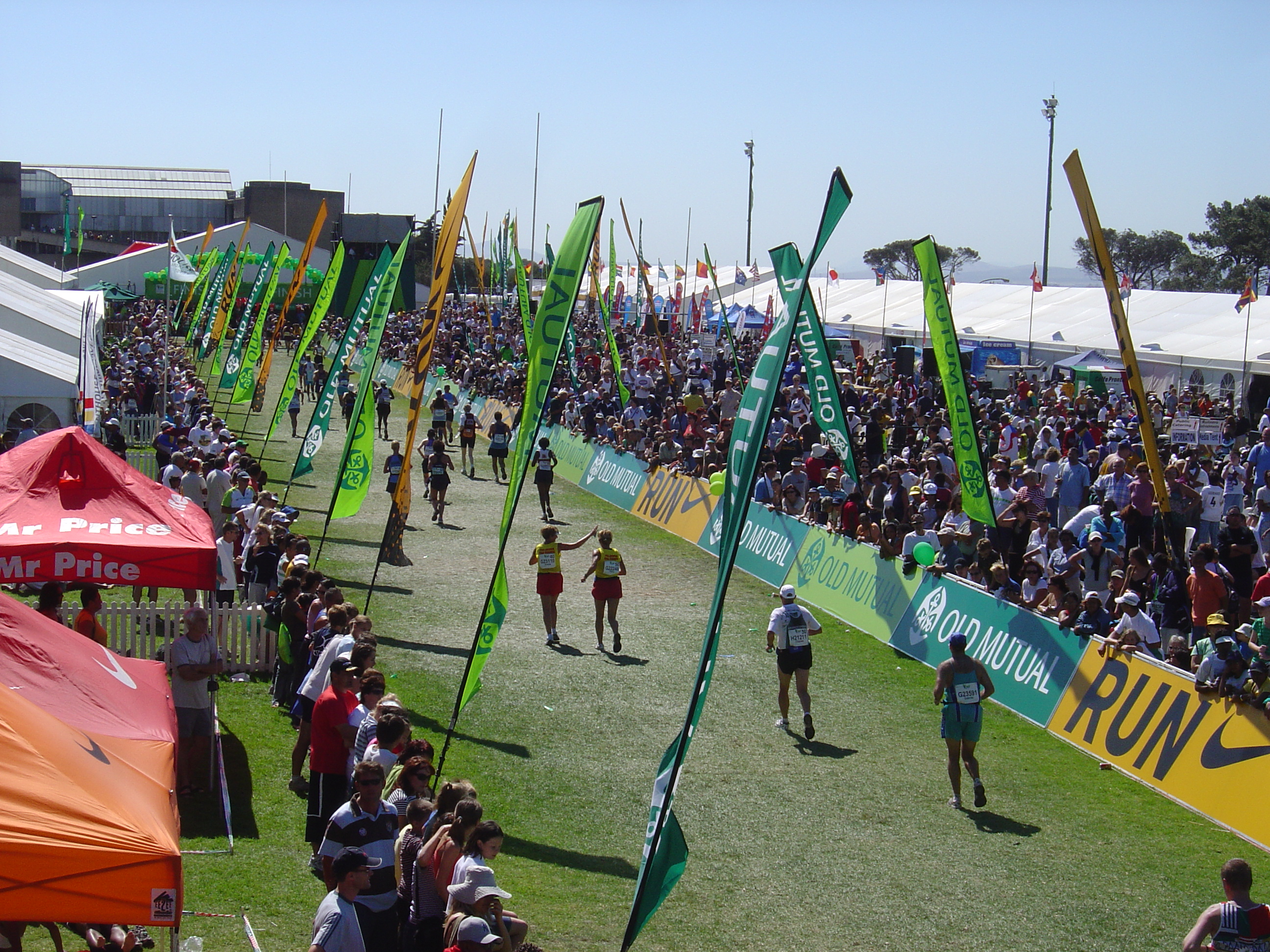
A Two Oceans Marathon célegyenese a Fokvárosi Egyetemen 2007-ben

A Two Oceans Marathon egy 56 kilométeres ultramaratoni futóverseny Fokvárosban, a Dél-afrikai Köztársaságban, mely a rövidebb, félmaratoni betétszámával együtt közel 20 000 versenyzőt vonz évről évre.

## Útvonal és nevezetesség
A futók a belvárosból indulva, délkelet felé haladva először az Atlanti-óceán partját érik el, majd egy délnyugati forduló után kiérnek az Indiai-óceán partjára, majd visszatérnek a belvárosba.
A változatos terep és páratlan panoráma miatt a verseny hivatalos mottója: „A világ leggyönyörűbb maratonja”. (Bár a verseny lényegesen hosszabb a hagyományos maraton 42,195 kilométeres távjánál, a dél-afrikai nyelvhasználat szerint a maraton kifejezés minden ultratávú versenyre is alkalmazható.)
A versenyt minden évben húsvét hétvégéjén rendezik, általában a húsvétot megelőző szombaton. 
Az ultramaratoni és félmaratoni távokon túl a futók és gyaloglók még öt rövidebb (8 km, 5 km, 2,5 km, 300 m, 56 m) táv közül is választhatnak.

## A verseny története
A Two Oceans Marathon egy durbani futó, Dave Venter szülöttje. Venter, aki munkája miatt Fokvárosba kényszerült költözni, hiányolta előző otthonának pezsgő futóéletét és annak legnagyobb futóversenyét, a Comrades Marathont. Úgy gondolta, hogy egy hasonló, de rövidebb verseny valamikor ősszel, kiváló felkészülés lenne a pár hónappal későbbi, júniusi Comrades-ra. 
Két évnyi szervezés után 1970. május 2-án 26 futóval végül elindulhatott a verseny, melyet Dirkie Steyn nyert 3:55:50-es idővel. 
Már az első években is gyorsan nőtt a verseny népszerűsége, de 1974-ig csak fehér férfiak indulhattak. 1974-ben indult az első női versenyző, Theresa Stadler, aki – bár a hat órás szintidőn kívül ért célba – futásával megnyitotta az ajtót a női versenyzők előtt. 1975-ben Ulla Paul lett az első hivatalos női győztes 5:14:51-es idővel. Ugyanabban az évben indulhatott az első színes bőrű versenyző is, bár a fekete futók köreiben csak lassan és nehézkesen nőtt a verseny népszerűsége. 1976-ban Gabashane Vincent Rakabaele lett az első fekete futó, aki megnyerte a Two Oceans Marathont. 
A verseny a kilencvenes évek óta vonz népesebb külföldi mezőnyt. Bár a férfiak mezőnyében továbbra is az afrikai futók dominálnak, a női versenyben az elmúlt évek elsősorban orosz és kisebb részben magyar sikereket hoztak.
1979-re az indulók száma meghaladta az ezret és 1987-re az ötezret. Az eddigi legnépesebb mezőny 2004-ben gyűlt össze, amikor 9767 indulóból 8689-en értek célba. Ebben az évben a félmaratoni távval együtt több mint 18 000 nevező volt.

## Magyar sikerek
A Two Oceans Marathon több magyar győzelmet is hozott már.
Fehér Enikő 1994-ben 3:49:31-es idővel nyerte a versenyt, míg Simona Staicu 2003-ban 3:37:32-es idővel, több mint három perccel a második helyezett előtt ért célba.
2006-ban Staicu 3. helyen végzett 3:37:15-ös idővel, 56 másodperccel elmaradva a győztes mögött, míg 2004-ben negyedik helyen ért célba.

## Győztesek
Nők
| Év   | Győztes                | Idő     | nemzet*                                 |
| ---- | ---------------------- | ------- | --------------------------------------- |
| 2007 | Madina Biktagirova     | 3:35:04 | Oroszország                             |
| 2006 | Tatyana Zhirkova       | 3:36:19 | Oroszország                             |
| 2005 | Jelena Nurgalieva      | 3:38:12 | Oroszország                             |
| 2004 | Jelena Nurgalieva      | 3:37:51 | Oroszország                             |
| 2003 | Simona Staicu          | 3:37:32 | Magyarország                            |
| 2002 | Natalia Volgina        | 3:38:02 | Oroszország                             |
| 2001 | Natalia Volgina        | 3:44:53 | Oroszország                             |
| 2000 | Sarah Mahlangu         | 3:48:58 |                                         |
| 1999 | Angelina Sephooa       | 3:38:09 | Lesotho                                 |
| 1998 | Angelina Sephooa       | 3:49:59 | Lesotho                                 |
| 1997 | Angelina Sephooa       | 3:45:45 | Lesotho                                 |
| 1996 | Maria Bak              | 3:45:16 | Németország                             |
| 1995 | Fehér Enikő            | 3:49:31 | Magyarország                            |
| 1994 | Carolyn Hunter Rowe    | 3:51:37 |                                         |
| 1993 | Pat Lithgow            | 3:57:11 |                                         |
| 1992 | Monica Drogemoller     | 3:49:16 |                                         |
| 1991 | Monica Drogemoller     | 3:50:23 |                                         |
| 1990 | Monica Drogemoller     | 3:42:39 |                                         |
| 1989 | Frith Van der Merwe    | 3:30:36 |                                         |
| 1988 | Monica Drogemoller     | 3:44:29 |                                         |
| 1987 | Liz Eglinton           | 3:53:52 |                                         |
| 1986 | Adelene Joubert        | 3:52:59 |                                         |
| 1985 | Beverly Malan          | 3:55:51 |                                         |
| 1984 | Helen Lucre            | 3:52:20 |                                         |
| 1983 | Beverly Malan          | 3:57:32 |                                         |
| 1982 | Beverly Malan          | 3:59:08 |                                         |
| 1981 | Gail Hurry             | 4:11:31 |                                         |
| 1980 | Gail Hurry             | 4.14:05 |                                         |
| 1979 | Diane Alperstein       | 4:22:58 |                                         |
| 1978 | Janet Bailey           | 4:34:28 |                                         |
| 1977 | Marie-Jeanne Duyvejonk | 5:03:52 | Belgium                                 |
| 1976 | Marie-Jeanne Duyvejonk | 5:01:07 | Belgium                                 |
| 1975 | Ulla Paul              | 5:14:51 |                                         |
|      |                        |         | *A külön nem jelölt futók dél-afrikaiak |

Férfiak
| Év   | Győztes                    | Idő     | nemzet*                                 |
| ---- | -------------------------- | ------- | --------------------------------------- |
| 2007 | Bethuel Netshifhefhe       | 3:07:56 |                                         |
| 2006 | Moses Njodzi               | 3:06:50 | Zimbabwe                                |
| 2005 | Marco Mambo                | 3:05:39 | Zimbabwe                                |
| 2004 | Marco Mambo                | 3:07:41 | Zimbabwe                                |
| 2003 | Mluleki Nobanda            | 3:09:21 |                                         |
| 2002 | Hlonepha Simon Mphulanyane | 3:09:42 |                                         |
| 2001 | Honest Mutsakani           | 3:11:18 | Zimbabwe                                |
| 2000 | Joshua Peterson            | 3:13:13 |                                         |
| 1999 | Isaac Tshabalala           | 3:11:20 |                                         |
| 1998 | Fusi Nhlapo                | 3:11:30 |                                         |
| 1997 | Zithulele Sinqe            | 3:07:17 |                                         |
| 1996 | Zithulele Sinqe            | 3:09:45 |                                         |
| 1995 | Simon Malindi              | 3:10:53 |                                         |
| 1994 | Phineas Makaba             | 3:15:06 |                                         |
| 1993 | Isaac Tshabalala           | 3:14:29 |                                         |
| 1992 | Israel Morake              | 3:15:56 |                                         |
| 1991 | Miltas Tshabalala          | 3:16:00 |                                         |
| 1990 | Willie Mtolo               | 3:10:51 |                                         |
| 1989 | Johannes Thobejane         | 3:12:20 |                                         |
| 1988 | Thompson Magawana          | 3:03:44 |                                         |
| 1987 | Thompson Magawana          | 3:05:31 |                                         |
| 1986 | Ephraim Sibisi             | 3:09:30 |                                         |
| 1985 | Siphiwe Gqele              | 3:11:57 |                                         |
| 1984 | Siphiwe Gqele              | 3:10:57 |                                         |
| 1983 | Siphiwe Gqele              | 3:11:54 |                                         |
| 1982 | Ben Cheou                  | 3:11:15 |                                         |
| 1981 | Johnny Halberstadt         | 3:05:37 |                                         |
| 1980 | Hoseah Tjale               | 3:14:30 |                                         |
| 1979 | Vincent Rakabaele          | 3:08:56 |                                         |
| 1978 | Brian Chamberlain          | 3:15:23 |                                         |
| 1977 | Brian Chamberlain          | 3:15:22 |                                         |
| 1976 | Vincent Rakabaele          | 3:18:05 |                                         |
| 1975 | Derek Preiss               | 3:22:01 |                                         |
| 1974 | Derek Preiss               | 3:21:40 |                                         |
| 1973 | Don Hartley                | 3:24:05 |                                         |
| 1972 | Don Hartley                | 3:25:12 |                                         |
| 1971 | Rob Knutzen                | 3:42:31 |                                         |
| 1970 | Dirkie Steyn               | 3:55:50 |                                         |
|      |                            |         | *A külön nem jelölt futók dél-afrikaiak |

## Külső hivatkozások
- A Two Oceans Marathon hivatalos honlapja